# Salbisgo-Dapoya
Ne doit pas être confondu avec Salgisgo-Itaoré.
Salbisgo-Dapoya est une localité située dans le département de Ramongo de la province du Boulkiemdé dans la région Centre-Ouest au Burkina Faso.

## Géographie
La commune est traversée par la route nationale 13.

## Éducation et santé
La commune accueille un centre de santé et de promotion sociale (CSPS).
Le village possède une école primaire publique.